# Calamaria grabowskyi
Calamaria grabowskyi es una especie de serpientes de la familia Colubridae.

## Distribución geográfica
Es endémica de Borneo.